# ABC World News

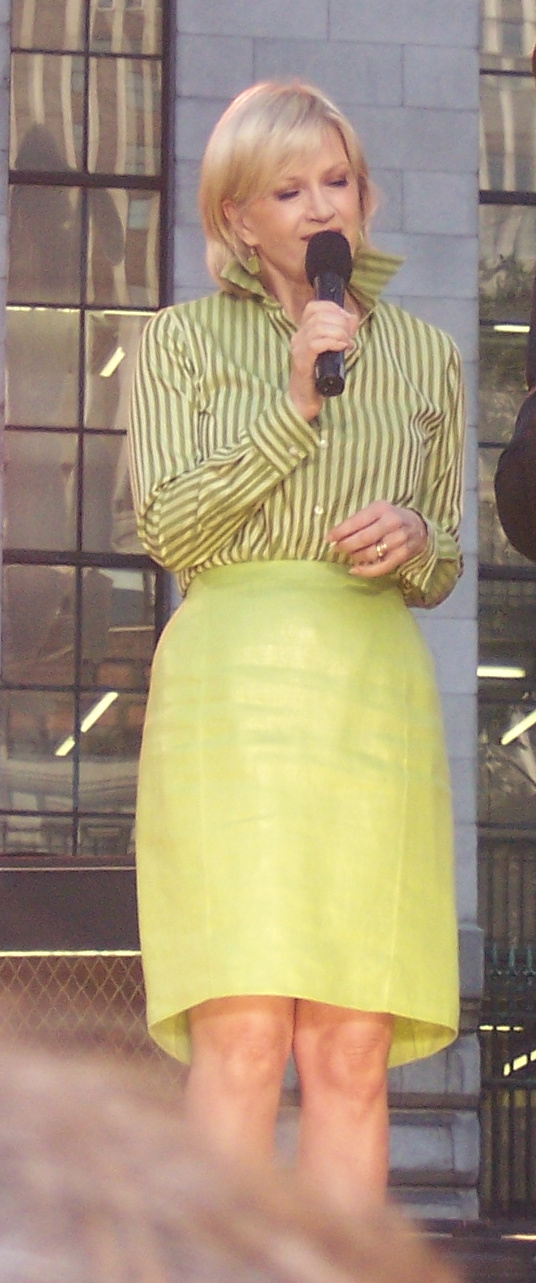
Diane Sawyer als presentatrice

 World News met Diane Sawyer (voorheen bekend als World News Tonight, of ABC World News Tonight, en ook wel bekend als WNT, en als World News in het weekend), is de nieuwsuitzending van de ABC die vroeg op iedere avond wordt uitgezonden vanuit het ABC NEWS Headquarters in New York.Het programma wordt momenteel gepresenteerd door Diane Sawyer, en in het weekend door David Muir. Op 2 september 2009 werd bekend dat Charles Gibson stopt bij het ABC World News en dat hij per 21 december 2009 zal worden opgevolgd door Diane Sawyer. Op 18 december 2009 presenteerde Gibson zijn laatste nieuwsuitzending waarbij hij aan het einde een video tribute en een staande ovatie kreeg van de medewerkers van ABC News waarbij hij zijn stoel omdraaide en mee klapte met de medewerkers waarmee hij de laatste jaren heeft gewerkt.

## Uitzendingen vanuit het buitenland
- ABC News werd van 11 tot en met 16 januari 2010 uitgezonden vanuit Afghanistan. Het programma werd gepresenteerd vanuit Kaboel door Diane Sawyer voor nieuws over de oorlog en vanuit de studio in New York door George Stephanapoulos voor het binnenlandse nieuws.
- ABC News werd van 15 tot en met 17 november 2010 uitgezonden vanuit China. Het programma werd gepresenteerd vanuit Shanghai en Beijing door Diane Sawyer en David Muir.[2]

## Nieuwslezers

### Nieuwslezers op doordeweekse dagen
- John Charles Daly (1953-1967)
- Peter Jennings(1965–1967 en 1978–2005)
- Bob Young (1967-1968)
- Frank Reynolds (1968–1970, 1978–1983)
- Howard K. Smith (1969–1976)
- Harry Reasoner (1970–1978)
- Barbara Walters (1976–1978)
- Max Robinson (1978–1983)
- Bob Woodruff (2006)
- Elizabeth Vargas (2006)
- Charles Gibson (29 mei 2006-18 december 2009)
- Diane Sawyer (vanaf 21 december 2009)

#### Vervangende nieuwslezer
Indien Diane Sawyer vrij is wordt zij vervangen door George Stephanapoulos (2009-heden)

### Nieuwslezers in het weekend
- David Muir (2007-heden)

#### Voormalige nieuwslezers in het weekend
- Sam Donaldson (1979-1989)
- Kathleen Sullivan (1985-1987)
- Forrest Sawyer (1987-1993)
- Carole Simpson (1989-2003)
- Aaron Brown (1993-1997)
- Elizabeth Vargas (1997-2003)
- Terry Moran (2001-2005)
- Bob Woodruff (2003-2005)
- Dan Harris (2006-2011)

## Trivia
- Tijdens zijn laatste uitzending zei Charles Gibson: That is World News for this Friday, I’m Charles Gibson and I hope you've had a good day. I've had so many good days here. For all of us at ABC News — have a great weekend and a joyous holiday season.